# 잠자는 숲 속의 미녀 성

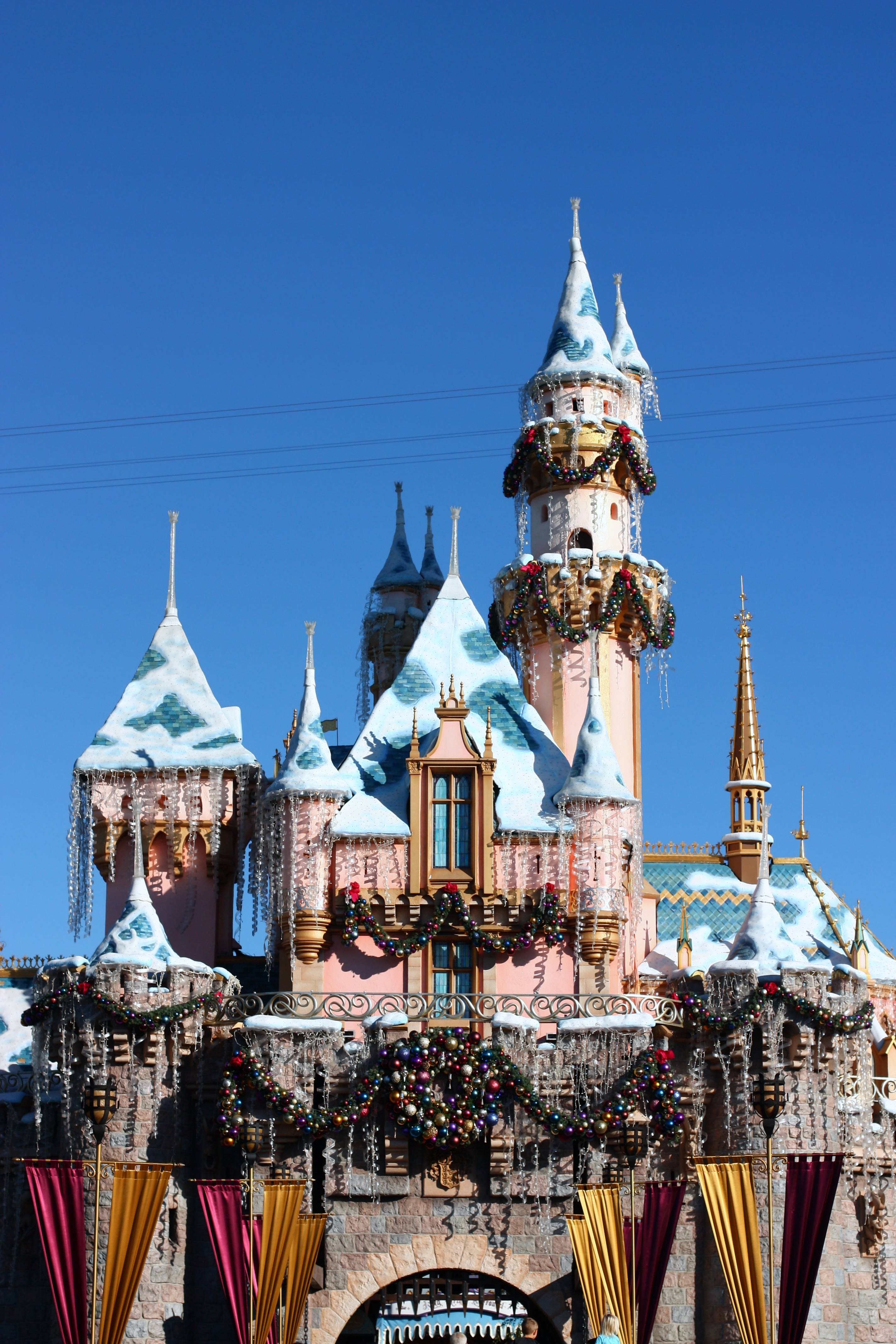
잠자는 숲 속의 미녀 성

잠자는 숲 속의 미녀 성(영어: Sleeping Beauty Castle)은 세계 여러 디즈니 파크의 랜드마크이다. 노이슈반슈타인 성을 비롯한 19세기 성들을 모델로 한다.